# Eragrostis aquatica
Eragrostis aquatica är en gräsart som beskrevs av Masaji Masazi Honda. Eragrostis aquatica ingår i släktet kärleksgrässläktet, och familjen gräs. Inga underarter finns listade i Catalogue of Life.